# THE IDOLM@STER MASTER PRIMAL
『THE IDOLM@STER MASTER PRIMAL』（アイドルマスター マスタープライマル）は2017年8月22日より日本コロムビアより発売されているCDシリーズ。

## 概要
PRIMALの名の通り、アイドルマスターシリーズ全ての『最初』であり『原点』とも言える765プロのアイドルが、新しく取り組むCDシリーズ。表題曲1曲、デュエット曲2曲の計3曲とドラマパートも収録されている。第1弾と第3弾は各4人のアイドル、第2弾は5人のアイドルが参加している。
ジャケットイラストは前回のCDシリーズ「THE IDOLM@STER PLATINUM MASTER」と同じく、アニメ版「THE IDOLM@STER」のコミカライズ版の作画であるまなが担当

## ROCKIN' RED
2017年8月22日発売。赤色をテーマとしたロックを収録。天海春香、如月千早、四条貴音、秋月律子が参加。
チャート成績
8月21日付のオリコンデイリーランキングでは、7600枚を売り上げ1位にランクイン。アイドルマスターのシングルがデイリー1位を獲得するのは、「エチュードは1曲だけ」以来3ヶ月ぶりであり、765プロとしては初の快挙となった。その後はFlowerのたいようの哀悼歌に総合・アニメの両方で首位を明け渡したものの、9月4日付のオリコン週間ランキングでは3.1万枚を売上げ4位にランクイン。アニメチャートでも週間2位に終わったものの、765プロのCD作品としては当時の最高初動を記録した。
収録曲
1. BRAVE STAR
歌：天海春香（中村繪里子）、如月千早（今井麻美）、四条貴音（原由実）、秋月律子（若林直美）
作詞・作曲・編曲：宮崎誠
2. CRIMSON LOVERS
歌：天海春香（中村繪里子）、如月千早（今井麻美）
作詞：只野菜摘、作曲・編曲：広川恵一（MONACA）
3. 聖炎の女神
歌：四条貴音（原由実）、秋月律子（若林直美）
作詞：奥井雅美、作曲・編曲：IMAJO（PSYCHIC LOVER）
4. オリジナルドラマ（ボーナストラック）
出演：天海春香（中村繪里子）、如月千早（今井麻美）、四条貴音（原由実）、秋月律子（若林直美）
5. BRAVE STAR オリジナル・カラオケ（ボーナストラック）
6. CRIMSON LOVERS オリジナル・カラオケ（ボーナストラック）
7. 聖炎の女神 オリジナル・カラオケ（ボーナストラック）

## DANCIN' BLUE
2017年10月18日発売。青色をテーマとしたダンサブルなナンバーを収録。高槻やよい、菊地真、双海亜美・真美、我那覇響が参加。シンデレラガールズの「THE IDOLM@STER CINDERELLA GIRLS MASTER SEASONS AUTUMN!」と同時発売。
チャート成績
10月17日付のオリコンデイリーランキングでは4位にランクイン。翌日の10月18日付では0.8万枚を売り上げ2位にランクインした。10月30日付のオリコン週間ランキングでは3.3万枚を売上げ4位にランクイン。前作の3.1万を上回り、765プロとしてのCD作品の最高初動を2作連続で更新した。また、アニメ週間チャートにおいても、前作では叶わなかった1位を獲得。「THE IDOLM@STER CINDERELLA GIRLS MASTER SEASONS AUTUMN!」も2位に入り、アイドルマスターの作品がアニメ週間1・2位を独占した。
収録曲
1. Light Year Song
歌：高槻やよい（仁後真耶子）、菊地真（平田宏美）、双海亜美 / 真美（下田麻美）、我那覇響（沼倉愛美）
作詞：BNSI（MCTC）、作曲・編曲：BNSI（Taku Inoue）
2. Funny Logic
歌：高槻やよい（仁後真耶子）、双海亜美 / 真美（下田麻美）
作詞・作曲・編曲：DJ'TEKINA//SOMETHING
3. ブルウ・スタア
歌：菊地真（平田宏美）、我那覇響（沼倉愛美）
作詞：Kyoko Fujii、作曲：Ryonosuke Hirama、編曲：tangerine.
4. オリジナルドラマ（ボーナストラック）
出演：高槻やよい（仁後真耶子）、双海亜美 / 真美（下田麻美）、菊地真（平田宏美）、我那覇響（沼倉愛美）
5. Light Year Song オリジナル・カラオケ（ボーナストラック）
6. Funny Logic オリジナル・カラオケ（ボーナストラック）
7. ブルウ・スタア オリジナル・カラオケ（ボーナストラック）

## POPPIN' YELLOW
2017年12月22日発売。黄色をテーマにしたポップスを収録。星井美希、萩原雪歩、水瀬伊織、三浦あずさが参加。ニコニコ生放送にて放送された「ステラチャンネル 第3回」で、ジャケットと楽曲の制作陣が発表された。
765プロの新CDシリーズ「THE IDOLM@STER STELLA MASTER 00 ToP!!!!!!!!!!!!!」と同時発売。
収録曲
1. 虹のデスティネーション
歌：星井美希（長谷川明子）、萩原雪歩（浅倉杏美）、水瀬伊織（釘宮理恵）、三浦あずさ（たかはし智秋）
作詞・作曲・編曲：矢野博康
2. 始めのDon't worry
歌：星井美希（長谷川明子）、水瀬伊織（釘宮理恵）
作詞・作曲・編曲：田村歩美
3. LEMONADE
歌：萩原雪歩（浅倉杏美）、三浦あずさ（たかはし智秋）
作詞・作曲・編曲：堀込高樹
4. オリジナルドラマ（ボーナストラック）
出演：星井美希（長谷川明子）、萩原雪歩（浅倉杏美）、水瀬伊織（釘宮理恵）、三浦あずさ（たかはし智秋）
5. 虹のデスティネーション オリジナル・カラオケ（ボーナストラック）
6. 始めのDon't worry オリジナル・カラオケ（ボーナストラック）
7. LEMONADE オリジナル・カラオケ（ボーナストラック）

## ソロ・リミックス盤
シリーズに収録された曲のソロ・リミックスを収録したCD。ライブイベントの物販商品として限定販売された。 
THE IDOLM@STER 765PRO ALLSTARS LIVE SUNRICH COLORFUL コロムビア会場オリジナルCD
2022年7月9・10日に開催されたライブイベント会場限定CD。「BRAVE STAR」「Light Year Song」「虹のデスティネーション」のソロリミックス12トラックを収録。